# Programa de Proteção a Vítimas e Testemunhas Ameaçadas
O Programa de Proteção a Vítimas e Testemunhas Ameaçadas (PROVITA) foi criado em 1999 por meio da Lei Federal nº 9.807/99. A política de proteção a vítimas e testemunhas ameaçadas atende à demanda de toda a federação, seja por meio dos Programas Estaduais ou do Programa Federal, que com o forte apoio das Organizações da Sociedade Civil, protegem entre testemunhas e seus familiares.
O PROVITA consiste em um conjunto de medidas adotadas pela União com o objetivo de viabilizar proteção e assistência a pessoas ameaçadas ou coagidas por motivo de sua cooperação com investigações ou processos criminais.
Pelos atributos do PROVITA, desde a sua origem, a proteção e a promoção dos direitos humanos das testemunhas e familiares vão além da mera proteção da prova, visto que, as principais dimensões da vida cidadã são consideradas nas ações de reintegração dos beneficiários. São levados em conta os aspectos sociais, psicológicos e jurídicos desde o momento em que os candidatos buscam proteção pelo programa.